# 国鉄タキ5750形貨車
国鉄タキ5750形貨車（こくてつタキ5750がたかしゃ）は、1966年（昭和41年）から製作された、濃硫酸専用（一部発煙硫酸兼用）の 40 t 積 貨車（タンク車）である。
私有貨車として製作され、日本国有鉄道（国鉄）に車籍編入された。1987年（昭和62年）4月の国鉄分割民営化後は日本貨物鉄道（JR貨物）に車籍を承継している。

## 概要
重化学工業の各分野で広汎に使用される濃硫酸を輸送する貨車の一形式で、1966年12月3日から1975年（昭和50年）1月20日にかけて500両（コタキ5750 - コタキ5799、コタキ15750 - コタキ15799、コタキ25750 - コタキ25799、コタキ55750 - コタキ55799、コタキ65750 - コタキ65799、コタキ75750 - コタキ75799、コタキ85750 - コタキ85799、コタキ95750 - コタキ95799、コタキ105750 - コタキ105799、コタキ115750 - コタキ115799）が川崎車輛（現・川崎重工業車両カンパニー）・汽車製造・富士重工業・日立製作所・日本車輌製造・新潟鐵工所で製作された。
工業生産進展に伴う輸送需要の増大に対応するため、荷重増・輸送効率向上を企図した種々の軽量化対策を採用し、非石油系化成品液体専用車では初の 40 t 積を可能とした。1968年（昭和43年）10月国鉄ダイヤ改正（いわゆる「ヨンサントオ」）に伴う老朽車両の取替需要もあって大量に製作され、500両の総製作数は濃硫酸専用車の最大となった。
1974年（昭和49年）のタンク車構造基準改訂でフレームレス構造車の新規製作が禁止され、保安対策に伴う諸基準の改訂に伴い、1976年（昭和51年）以降は安全対策のための諸装備を付加した新形式タキ29300形（39 t 積）の製作に移行し本形式の製作は終了したが、以後も濃硫酸輸送の主力形式として各地で使用された。
1987年（昭和62年）4月の国鉄分割民営化では491両がJR貨物に車籍を承継され、1995年（平成7年）度末時点では369両が現存していたが、運用範囲は漸次減少し2008年（平成20年）3月までに事実上用途を喪失している。2010年（平成22年）4月1日現在15両が在籍している。

## 仕様・構造
※ 本節では各形態間に共通の箇所について記述し、特有の仕様については後節にて記述する。
積載荷重 40 t の腐食性液体輸送用2軸ボギータンク貨車（タンク種別：第3種）で、荷重増大に対応しつつ運用制限を課さない汎用車としての用途とも両立させるため、諸制限の限界まで車体各部の軽量化を図った設計で製作された。
タンク体は全車とも直円筒形状（JIS 類型 A 形）で、一部を除き実容積は 21.3 m3 - 22.0 m3 、設計比重は 1.81 - 1.86 である。軽量化の必要から鋼材に高耐候性鋼 (SPA-H) を用い、強度を確保しつつ板厚を薄くしている。発煙硫酸兼用車では設計比重を高くし、タンク実容積を相応に縮小している。
台枠は車体側面の側梁を省略している。これは自重軽減のための措置で、同様の理由から、車体幅方向の台枠部材である枕梁・端梁は長さを短縮し、車体幅を狭小化している。車体長方向中央を貫通する中梁が牽引力や車端衝撃を全て負担する構造であることから、中梁の部材は断面形状を応力に耐えうる形状として強度を確保している。これら軽量化対策の結果、自重は 13.7 t まで軽減され、積車時の最大重量を 54 t（軸重 13.5 t）以下に収めて運用制限を回避し広汎な運用を可能としている。
車両全長は 10,800 mm で、記号番号表記は特殊標記符号「コ」（全長 12 m 以下）を前置し「コタキ」と標記する。専用種別標記は「濃硫酸専用」発煙硫酸兼用車は「濃硫酸及び発煙硫酸専用」で、1979年（昭和54年）10月までに、化成品分類番号「侵（禁水）84」（侵食性の物質、水と反応する物質、腐食性物質、禁水指定のもの）が標記された。車体の外部塗色は黒色である。
荷役装置はタンク体中央上部に弁装置等の配管類を集中して設け、積荷の搬入は上部の注入口から、搬出は空気弁から空気を注入加圧して上部液出弁から行う「上入れ上出し」方式である。タンク側面外部の液出管・空気管は当初より装備しない。
台車は国鉄貨車の標準形式であったスリーピース構造の台車 TR41C 形で、鋳鋼製の台車側枠と一体成型された軸箱部・平軸受の軸箱支持方式・重ね板ばねの枕ばねは他の TR41 系台車と共通の仕様である。後年製作の車両では枕ばねを2重コイルばねに変更し、オイルダンパを併設した TR41E-13 形を装備する。ブレーキ装置は制御弁に K 三動弁を、ブレーキシリンダに UC 形差動シリンダを用い、積荷の有無で2段階にブレーキ力を切り替える「積空切替機構」を併設した KSD 方式（積空切替式自動空気ブレーキ）である。最高速度は 75 km/h である。

## 仕様別詳説
ドーム付仕様
汽車製造が設計した仕様で、他には富士重工業製の一部に採用された。
タンク上部中央に小径のドームを装備し、ドーム天板に荷役配管・弁装置類を装備する。タンク体は直径 1,750 mm 、全長 9,370 mm で、鏡板部に 12 mm 厚の普通鋼 (SS41)  胴板部に 8 mm 厚の高耐候性鋼 (SPA-H) を用いる。中梁は汽車製造がタキ9750形（35 t 積ガソリン専用車）などに採用した独自仕様のもので、耐候性高張力鋼をハット形断面に成型した鋼材を用いて軽量化と強度確保を両立している。タンク体と台枠とは中央部の受板（センタアンカ）および タンク両端部の帯金で固定される。補助ブレーキ装置は車体側面の片側に足踏み式のブレーキテコを設ける「側ブレーキ方式」であるが、ブレーキテコの支点を台枠側梁直下に設け、ブレーキ引棒が台枠上部に露出した特異な仕様である。
後年の車両ではタンク素材が高耐候性鋼に統一され、タンク受台をタンク体に溶接し受台と台枠とを台枠枕梁部で結合する「押え金方式」を用いて固定用の帯金を廃したほか、ブレーキテコを車体の両側に増設している。
本仕様は汽車製造が川崎重工業に吸収合併される前年の1971年（昭和46年）まで製作され、以後の本形式増備は次節のドーム無仕様に統一された。
ドーム無仕様
川崎車輛が設計した仕様で、他には汽車製造以外の5社に採用された。
タンク上部のドームは省略され、荷役配管・弁装置類はタンク上部中央に直接配置される。タンク体は直径 1,850 mm 、全長 8,570 mm で、汽車会社製に比べ径が太く長さが短い。設計比重の大きい発煙硫酸兼用車（比重 1.86）ではタンク全長を 60 mm 縮小した 8,510 mm としている。全車ともタンク体すべてに高耐候性鋼 (SPA-H) を用い、板厚は鏡板部が 9 mm 、胴板部が 8 mm である。
台枠は汽車会社製と同様に側梁を省略するが、中梁は溝型鋼（チャンネル）2本を背面向い合わせで組み合わせたものである。タンク体の両端部には受台が溶接され、台枠とは枕梁部で結合する「押え金方式」で固定される。台枠中梁中央部とタンク体下部中央とを受板（センタアンカ）で固定する仕様は汽車会社製と共通である。
補助ブレーキ装置は、初期の車両では足踏み式のブレーキテコを側面の片側に設け、後年の車両ではブレーキテコを側面両側に増設した。最後期の車両では車両端部の台枠上に回転ハンドル式の手ブレーキを設ける方式に変更されている。
製作時期や製作者により細部仕様に差異がある。一例として、初期の日本車輌製車両ではタンク体固定に帯金を併用し、富士重工製車両ではタンク上部中央に弁装置類を配置する円形状の天板を設けている。1974年以降に製作された車両では、前述の通り事故時の安全確保を主旨とする保安対策諸基準の改定を考慮した安全対策を適用し、タンク体上部弁装置の保護板追設・タンク上部踏板取付部の強化・隣車の「乗り上がり」を防止する台枠端梁の溝型鋼化などが実施された。
低比重対応車
1968年（昭和43年）4月5日に3両（コタキ55761 - コタキ55763）が日立製作所で製作された。
鉛室法で生産された低比重の硫酸を輸送するための車両で、設計比重を 1.6 に設定し、タンク体の直径を 2,050 mm に大径化して実容積を 25.0 m3 に拡大している。タンク上部のドームは非装備、台枠・ブレーキ装置の仕様は他の日立製作所製車両（ドーム無仕様）と共通である。補助ブレーキ装置は車両側面両側に足踏み式のブレーキテコを設ける。
当初の所有者は日東硫曹で、その後サン化学を経てコープケミカルに移籍した。

## 派生形式

### タキ10550形
45 t 積濃硫酸専用車。1968年（昭和43年）に5両（コタキ10550 - コタキ10554）が日立製作所にて製作された。

### タキ11200形
35 t 積リン酸専用車。1968年（昭和43年）から1978年（昭和53年）にかけて14両（コタキ11200 - コタキ11213）が川崎車輛、新潟鐵工所、日本車輌製造にて製作された。製作時期により形態の差異があり、本形式の仕様に基づく車両は1968年（昭和43年）に製作された5両（コタキ11200 - コタキ11204）である。

### タキ23900形
40 t 積カオリン液専用車。1973年（昭和48年）から1974年（昭和49年）にかけて5両（コタキ23900 - コタキ23904）が富士重工業にて製作された。
1987年（昭和62年）4月の国鉄分割民営化時には全車の車籍がJR貨物に継承され、1995年（平成7年）度末時点では全車健在であったが、1997年（平成9年）7月に5両一斉に廃車となり同時に形式消滅となった。